# Louis Hostin
Louis Hostin (Saint-Étienne, 1908. április 21. – Boisseron, 1998. június 28.) kétszeres olimpiai bajnok francia súlyemelő.